# Sycettusa stauridia
Sycettusa stauridia är en svampdjursart som först beskrevs av Ernst Haeckel 1872.  Sycettusa stauridia ingår i släktet Sycettusa och familjen Heteropiidae. Inga underarter finns listade i Catalogue of Life.